# Choctaw (volk)

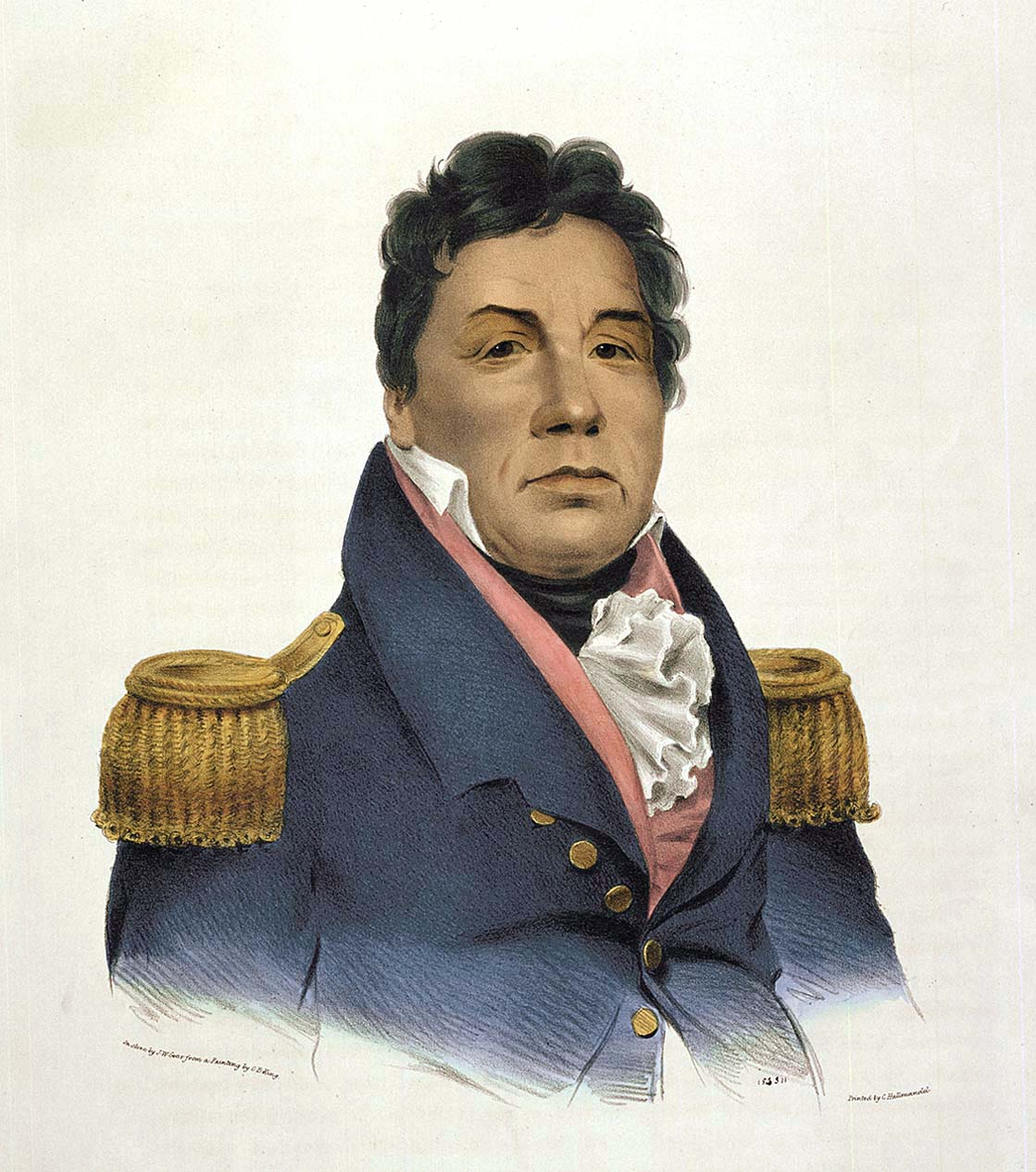
Pushmataha in 1824

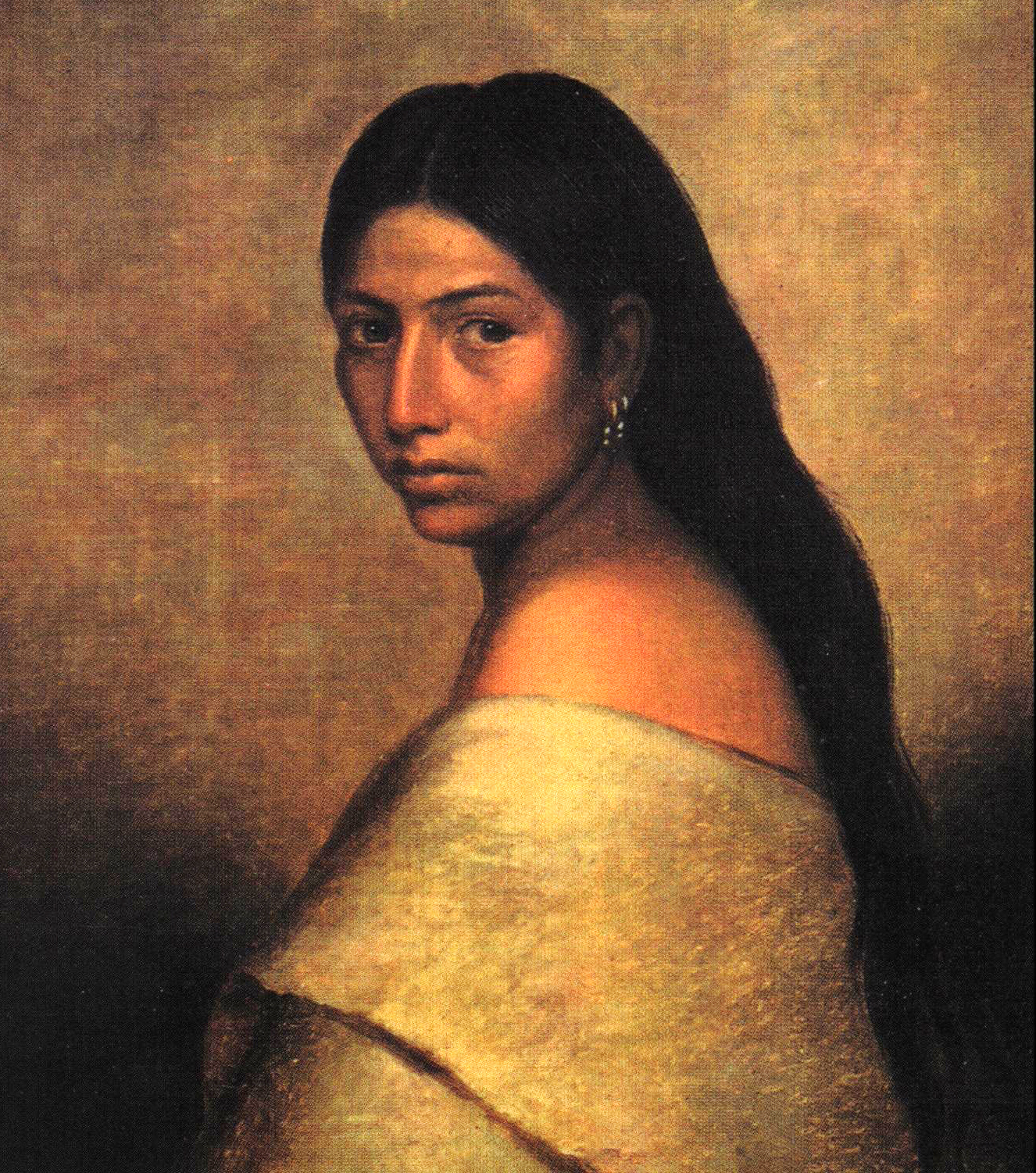
Choctaw Belle in 1850

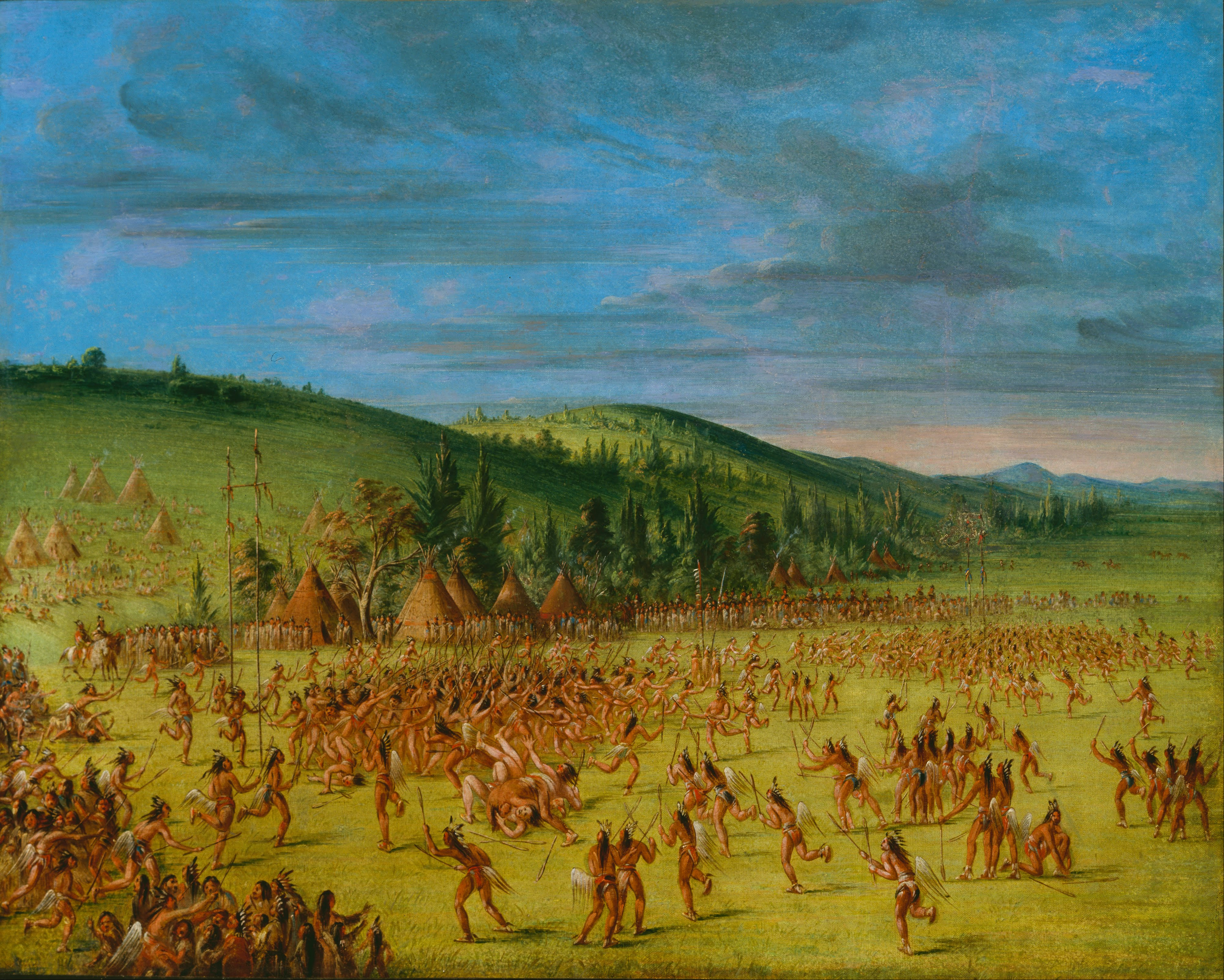
Choctaw Stickball in 1846

Het Choctaw-volk (in hun eigen taal: Chahta) is een van de oorspronkelijke volken uit Noord-Amerika. Er zijn nog ruim 9000 Choctaw over. Choctaw leven tegenwoordig in het zuidwesten van de Amerikaanse staat Oklahoma, op enkele eilanden van Louisiana en in het oosten van de staat Mississippi. Ze spreken het Choctaw, dat onderdeel uitmaakt van de Muskogi-taalfamilie.
Ze leefden oorspronkelijk in de gebieden rond de Mississippi en in bepaalde gebieden van Alabama. De legenden vertellen dat de Chahta (zoals ze zichzelf van oudsher noemen) afstammen van de Ninah Waya, een heuvel aan de Mississippi. Ninah Waya betekent letterlijk 'productieve mond'. 
Er wordt dan ook vaak verwezen naar de moedermond. 
De Chahta hebben hun vrouwen altijd gezien als hoofd van de huishouding; de opvoeding van hun kinderen was hun belangrijkste taak. 
De Chahta waren de eerste van de vijf grote zuidelijke groeperingen in de Verenigde Staten (de Vijf geciviliseerde stammen) die naar Oklahoma zijn gedeporteerd. Meer dan 20.000 Chahta hebben deze reis afgelegd, die nog altijd bekendstaat als de Trail of tears. Veel van de Chahta hebben de reis niet overleefd. 
De Choctaw hadden zich snel aangepast aan hun nieuwe woonomgeving. Op dat moment waren er drie gebieden in Oklahoma waar de Choctaw zich hadden gevestigd: Pushmataha, Apukshunubbee en Mushulatubbee. 
De Choctaw accepteerden de vreemde religie en normen en waarden van het gebied. 
Ze pasten zich aan een compleet ander onderwijssysteem aan. Ook veranderden ze hun commercieel en economisch beleid om aan te kunnen sluiten bij het toen geldende economische systeem.